# سعيدة رجب
سعيدة رجب (مواليد 21 مارس 1994) هي لاعبة كرة يد تونسية وهي عضوة في منتخب تونس لكرة اليد للسيدات.